# دونالد سميث (مدير فني)
دونالد سميث (بالإنجليزية: Donald Smith)‏ هو مدير فني أمريكي، ولد في 6 أكتوبر 1967.